# Heinrich Klein
Heinrich Klein (11. září 1756 Rudoltice – 26. srpna 1832 Bratislava) byl slovenský pedagog, dirigent a hudební skladatel pocházející z Moravy.

## Život
Heinrich Klein byl v dětství obdivovaný pro své hudební nadání a byl považován za zázračné dítě. Hudební vzdělání získal ještě na Moravě. V roce 1784 odešel do Bratislavy a nejprve učil v klášterní škole Notre Dame. V Bratislavě v té době probíhaly tereziánské reformy školství a Klein přešel na jednu z prvních škol nového typu, Hlavní královskou národní školu.
Nejprve působil jako asistent učitele zpěvu a hry na varhany, později tyto předměty převzal. Na škole vychoval několik významných osobností. Mezi jinými to byli František Palacký, Jozef Kumlík (zakladatel Církevně-hudobního spolku při Dómě sv. Martina), Ferenc Erkel (skladatel maďarské národní hymny) či Vladislav Füredy (skladatel slovenských písní).
Byl v kontaktu s významnými hudebníky té doby, mimo jiné i s Ludwigem van Beethovenem. Při návštěvě Bratislavy 23. listopadu 1796 byl Beethoven u Kleina ubytovaný.

## Dílo
Skladatelské dílo Heinricha Kleina patří do období vrcholného klasicismu. Z jeho chrámové tvorby se dochovalo 11 mší, rekviem, Te Deum, 11 ofertórií, graduály, hymny , litánie a responzória. Za své Te Deum dostal čestné uznání papeže Pia VIII., kterému bylo toto dílo věnované. Komponoval však i hudbu světskou. Jsou známy dvě kantáty, 12 písní s doprovodem klavíru a Fantasia per il Pianoforte. Za hudební dílo mu bylo v roce 1805 uděleno také čestné členství ve Švédské královské akademii.
Kromě pedagogické a skladatelské činnosti byl i vynálezcem. V časopise Allgemeine musikalische Zeitung publikoval článek o svém vynálezu klávesové harmoniky: klávesami byly rozeznívány skleněné zvonky.